# 天蝎座V919
天蝎座V919，又名CD-4110972，HD 151932、SAO 227328、HR 6249，是天蝎座的一颗恒星，视星等为6.49，位于銀經343.22，銀緯1.43，其B1900.0坐标为赤經16h 45m 18.2s，赤緯-41° 1.43′ 3″。